# Tanulásban akadályozottak nevelési folyamata
Tanulásban akadályozottak nevelési folyamata a gyógypedagógiai nevelési folyamat egyik formája, amelyet a tanulásban akadályozottak enyhén értelmi fogyatékosok fejlődési eltéréseihez speciális nevelési szükséglet elveihez alkalmazkodó tanulási feltételek (oktatási tartalmak, eljárások, módszerek, eszközök) jellemeznek. Ezeket a feltételeket a tanulásban akadályozottak, enyhén értelmi fogyatékosok számára létrehozott eltérő tantervű általános iskola (EÁI) biztosítja és/vagy gyógypedagógiai iskolák, kisegítő iskola.

## Beiskolázás
A beiskolázás a tanulási akadályozottság, enyhe értelmi fogyatékosság megállapítása után történik. A diagnosztizálást elsősorban orvosok é gyógypedagógusok (gyógypedagógiai szakértői bizottságok) végzik (az érintett óvoda, általános iskola vagy szülők kérésére) olyan vizsgáló eljárásokkal, amelyek segítenek megismerni a mozgás, a beszéd, az ábrázolás, a viselkedés vagy az egyes pszichikus funkciók fejlettségét, ill. az értelmesség szintjét (IQ intelligenciahányados). A gyógypedagógiai diagnózis- amely nemcsak összesíti a vizsgálati eredményeket, hanem javaslatokat tartalmaz a gyermek fejlesztésére is - képezi a szülővel egyetértésben meghozott beiskolázási határozat és a megfelelő osztály-fok megállapításának alapját. A gyermek számára leginkább alkalmas osztály-fok kiválasztása nem elsősorban az életkor, hanem az általános fejlettségi szint szerint történik. A tanulásban akadályozott gyermekek tanulócsoportjaiban emiatt általában nagyobb az életkori szóródás, mint az általános iskola osztályaiban. 

## Tanterv
A tanulásban akadályozottak nevelési folyamatát meghatározó dokumentum (A kisegítő iskola nevelési és oktatási terve. I-III. 1979-1981.) a Nemzeti alaptanterv (NAT) bevezetésével érvényét veszti. Az EÁI tantervének átfogó megújításán dolgozó munkacsoportok egy olyan modul-szerkezetű kerettanterv létrehozását célozzák a NAT alapján, amely megkönnyítheti az intézményi helyi tantervek kidolgozását. A tantárgyrendszer, a követelményszintek felépítése, a tananyag mennyisége és struktúrája eltér a többségi általános iskoláétól. Ebből következően a tervezett alapműveltségi vizsga követelményeit is úgy kell meghatározni, hogy az EÁI-t elvégző fiatalok ne szoruljanak ki a szakmai képzésből (speciális szakiskola).

## Eszközigényesség, irányelvek
A tanulásban akadályozottak nevelési folyamata eszközigényes. Az EÁI taneszközrendszere részben külön ennek az iskola-típusnak készült, bizonyos tantárgyakhoz a taneszközpiac egyéb kínálatát is felhasználják. A gyógypedagógusok gyakran készítenek a tanulásban akadályozottak nevelési folyamatában helyi igényekhez alkalmazkodó taneszközöket. A tanulásban akadályozottak nevelési folyamatát meghatározó irányelvek és szempontok: 
- 1. A nevelést-oktatást és terápiát tanórarendszerben végző, szakirányú végzettségű gyógypedagógus oligofrénpedagógus tanulásban akadályozottak gyógypedagógiai tanára, terapeutája mellett szükség esetén logopédus, pszichopedagógus, továbbá más szakember (orvos, pszichológus, szociálpedagógus stb.) is részt vesz a tanulásban akadályozottak nevelési folyamatában.
- 2. A tanórákat kiegészítik az egyéni fejlesztő-terápiás foglalkozások: pszichikus funkciók fejlesztése, tanulási folyamatok begyakorlása, a fejlődésben különösen elmaradt területek feltárása és megsegítése.
- 3. A gyermek általános fejlettségi állapotának, tanulási képességeinek leginkább megfelelő tanulási tempó biztosítása, amely tantárgyanként is eltérő lehet. A tempó javítását elősegíti a feladatsorok megfelelő lépésnagyságainak kiválasztása.
- 4. Az egyéni fejlesztés közben végzett gyakorlások eredményeinek összehasonlítása a korábbiakkal, ezek dokumentálása, a pedagógiai diagnosztika eszközeivel pontos és mérhető információk gyűjtése. A teljesítménymérések alapján a fejlesztési program szükség szerinti módosítása.
- 5. A különböző képességeket fejlesztő eljárások és feladatok összehangolása. A gyermek érdeklődésének, motiváltságának elősegítése (például feladatok választhatósága, több megoldási lehetőség keresése, az önálló tanulás technikáinak gyakoroltatása).
- 6. A tanuláshoz rendelkezésre álló idő változatos strukturálása, az időtartamok rugalmas változtatása. A legkedvezőbb csoportméret kiválasztása (egész- v. kiscsoportos, páros v. egyéni tanulás).
- 7. A fogalmak lassú érlelése, a sokrétű tapasztalatszerzés, az elvonatkoztatás lépéseinek szemléltetésen alapuló folyamata a fogalmak fokozatos „tágítását” teszi lehetővé. A fogalmak összekapcsolásának megtanulásához a kreatív képességeket fejlesztő foglalkozások (például zene, rajz, festés, tánc stb.) előkészítő/támogató szerepe kiemelkedő. A kialakuló képességek, tudás, kompetencia gyakorlásával és alkalmazásával az eredményesség tudatának a kialakítása, valamint az én-tapasztalás elősegítése.
- 8. A megtanultak számbavétele, rendezése és kérdések/problémák segítségével a még nem ismert válaszok keresése. A tanulás értelmének és a személyes élethelyzetre való hatásának a megtapasztalása.
- 9. Megfelelő tanulási környezet kialakítása (tételrendezés, berendezés, változtathatóság stb.). A személyi környezet (család, pedagógusok, csoporttársak) és a gyermek közötti interakciók megfigyelései a tanulást/terápiát irányító gyógypedagógusnak lehetőséget kínálnak a felsoroltakon túlmenő segítségadási formák megtalálására.

## További irányelvek
A tanulásban akadályozottak nevelési folyamatában különös hangsúlyt kap a képességfejlesztés; ennek fő területei: a kommunikációs, a kognitív, a kreatív, a motoros, az orientációs és az aszociális képesség. Ezek kialakítása élménybe ágyazott, ugyanakkor nagyon gondosan elemeire lebontott és gyakori visszatéréseket biztosító tanulási folyamatban történik. Nem elsősorban a verbális úton emlékezetbe véső tanulás vezet eredményhez, hanem a tapasztalási folyamokban való intenzív elmélyülés, a saját élmények összekapcsolása a megtanulandó fogalmakkal, cselekvésekkel.
Az általános iskolás gyenge tanulók és a integrált iskoláztatásban részt vevő tanulásban akadályozott gyermekek eredményes nevelését-oktatását is elősegíti a tanulásban akadályozottak nevelési folyamatára érvényes elvek, szempontok alkalmazása.
A tanulásban akadályozottak nevelési folyamatának korszerűsítését segítik az iskolai kísérletek, mint például a képességfejlesztő iskola, örömiskola, gyakorlati életre nevelő iskola, továbbá a tevékenységek organikus felépítése vagy az egyes tantárgyakhoz kapcsolódó speciális fejlesztő programok kidolgozása.